# Mariana Flórez Carulla
Mariana Flórez Carulla (Lima, 14 de septiembre de 1976) es una escritora, presentadora, locutora, poeta y declamautora peruana.
El estilo musical con el que crea sus composiciones poéticas (métrica, rima, ritmo, armonía, cadencia) le permiten declamar y cantar versos acompañada de instrumentos peruanos como son la guitarra criolla, el cajón peruano, la quena, la zampoña, el charango, entre otros. Estos contribuyen a la interpretación de diferentes géneros musicales propios del folclore peruano: tondero, vals criollo, marinera, landó, festejo, huayno y muchos más.

## Biografía
Mariana Flórez Carulla nació en Lima el 14 de septiembre de 1976. Hizo la educación primaria en el Colegio Reina de los Ángeles. A los doce años de edad fue a radicar a la Ciudad de México junto a su familia. Estudió la preparatoria en el Irish Institute School de México. Poco antes de cumplir la mayoría de edad regresó al Perú. Estudió la licenciatura en Ciencias Publicitarias con especialidad en Comunicaciones en el Instituto Peruano de Publicidad. Toca el piano desde niña y comenzó a escribir poemas y reflexiones a los 17 años.
Es bisnieta de María Rada Paz Soldán y Paz Soldán Unanue, quien fue sobrina de Pedro Paz-Soldán y Unanue; nieta de Pedro Paz-Soldán Ureta; y bisnieta de José Hipólito Unanue y Pavón. Su bisabuela, María Rada Paz Soldán y Paz Soldán y Unanue fue una pensadora peruana, columnista y colaboradora del diario oficial El Comercio en los años 20. 
En el 2012 publicó su primer libro, Sublime Misterio, poemario de corte místico. Fue invitada a encuentros poéticos que la llevaron a formar parte de distintas asociaciones y círculos de poesía como La Sociedad Peruana de Poetas, La Sociedad Literaria Amantes del País, La Sociedad de Poetas y Narradores de Lima Metropolitana. Años más adelante, se incorporó a la Comisión de Escritoras del Pen Internacional del Perú.
En abril de 2017, a raíz del fenómeno del niño costero escribió A mi querido Perú, Reconstruyendo Sueños. En octubre del mismo año dedicó un poema a Miguel Grau llamado Héroe Eterno. El evento se realizó en el marco del 138.º Combate de Angamos y 196.º aniversario de la Fundación de la Marina de Guerra del Perú.  El 18 de junio del mismo año, en el LXXII Concurso Nacional Oficial del Caballo Peruano de Paso, declamó los poemas que ha dedicado a la Marinera y al Caballo Peruano de Paso (Señora Marinera y Espléndido Andar). De igual forma compuso un poema a Óscar Avilés, Joya Magistral, que fue presentado en casa de Óscar Avilés acompañada de la guitarra de su hijo Óscar a ritmo de cajón peruano. Los versos fueron presentados en el programa de TV Wantan Night que conduce el actor Carlos Carlín; así mismo, en dicho programa declamó, a ritmo de tondero, el poema que ha dedicado al cajón peruano.
A inicios del 2018 presentó su segundo libro, Un Poema Llamado Perú. El libro fue presentado por Amalia Cornejo (Directora de la revista cultural Voces), Jean Pierre Magnet y Chema Salcedo. Fernando de Trazegnies escribió la contraportada. A finales de octubre del mismo año participó como artista invitada para declamar su poema en homenaje al Caballo Peruano de Paso a ritmo de tondero en el programa A ritmo de vals. El evento, que duró tres fechas, se llevó a cabo en el Teatro Municipal de Lima para reconocer la trayectoria de la cantante criolla Edith Barr. El show contó con la participación de las cantantes Lucy Avilés, Julie Freundt y Bartola. La dirección musical estuvo a cargo del músico y guitarrista peruano Willy Terry.

Durante el año 2019 presenta su propuesta poética musical en diversos shows a modo de coplas, décimas y música peruana. El 14 de febrero participó como invitada en la mesa de honor del recital poético organizado por la Sociedad Peruana de Poetas en ocasión del día de San Valentín. Donde compartió un ensayo sobre el amor y declamó, dos poemas de corte romántico de su primer libro Sublime Misterio, Quiero y Te pertenecí. El 30 de julio de ese mismo año, presentó su show Al Perú con Amor, coplas, décimas y música peruana en el Cocodrilo Verde. Así mismo, el 6 de septiembre se presenta como artista invitada en el concierto que brinda el cantante peruano Jorge Pardo en Dossis Gourmet. El 25 de octubre presentó un nuevo show en Dossis Gourmet donde se presentó a ritmo de guitarra y cajón junto a Rey Soto en la guitarra, Willy Cano en los vientos y Arturo Benavides en la percusión. A inicios de noviembre fue presentadora y declamautora del 25º aniversario del Complejo Agroindustrial Beta. El evento se realizó en el Museo de Osma de Lima en donde además de ser la conductora del evento participó del show musical declamando dos poemas, Perú, maná de la tierra acompañada de zapateo, huayno y tondero, y el segundo, Suelo tuyo, suelo mío a ritmo de vals criollo. El 26 de noviembre del mismo año declamó su poema Audacia, Honor y Gloria en homenaje a los héroes de la Batalla de Tarapacá de la Guerra del Pacífico en la inauguración de la exposición Vencedores de Tarapacá, evento que realizó la Municipalidad de San Isidro en el Centro Cultural El Olivar.
A principios de enero del 2020 declamó su poema a Chabuca Granda en el programa Una y mil voces que transmite TV Perú. Las grabaciones se realizaron en el distrito de Barranco cerca al Puente de los Suspiros como parte de las celebraciones por el centenario de la reconocida cantautora peruana Chabuca Granda.

El 6 de septiembre, participa en el espectáculo musical Déjame que te cante, Chabuca, recital virtual en el que participaron veinte cantantes y elencos musicales del Perú y Ecuador, para conmemorar los 100 años del nacimiento de Chabuca Granda.

## Obras
- Sublime Misterio (2012)
- Un poema llamado PERÚ (2018)

## Premios y distinciones
- 2017 - Huésped ilustre de la Municipalidad distrital de Lunahuaná.
- 2017 - Premio mundial cultural "César Vallejo", en el I Festival Binacional de arte y poesía "Uniendo fronteras Perú - México 2017".
- 2019 - Reconocimiento por su labor cultural, en el V Encuentro Internacional de escritores latinoamericanos en el siglo XXI. Realizado en el Centro Cultural de la UNMSM.